# ミスター・スリム
ミスター・スリムは、日本たばこ産業（JT）から販売されていたたばこの銘柄の一つ。100'sスリムサイズの製品の先駆者であった。JTからこの後発売されるスリム製品は、ほとんどがボックスで、ソフトパックは、サムタイム（後に普通の太さに。現在は販売終了）等数えるほどしか発売されなかった。
松田優作が愛喫していた事で知られる

## 製品一覧

### 販売終了製品
※データは販売終了時点のもの